# 戸崎村
戸崎村（とざきむら）は、熊本県の北部、菊池郡にあった村。

## 歴史
- 1889年4月1日 - 町村制施行。赤星村、今村、森北村が合併して菊池郡戸崎村が成立。
- 1956年9月1日 - 隈府町、河原村、水源村、菊池村、迫間村、龍門村、花房村と合併して菊池町となり消滅。

## 学校
- 戸崎村立戸崎小学校